# MRSAフォーラム
MRSAフォーラム（えむあるえすえいふぉーらむ）は、日本の感染症専門家を中心に、2010年に発足したMRSA感染症に関する勉強会ならびに発表会である。開催は年一回とする。

## 役員

### 代表世話人
- 竹末芳生　常滑市民病院感染症科、兵庫医科大学感染制御学　特別招聘教授、名誉教授

### 世話人
- 門田　淳一　 地方独立行政法人長崎市立病院機構 副理事長. 兼 長崎みなとメディカルセンター 院長.
- 賀来　満夫　東北医科薬科大学医学部　感染症学教室　教授
- 舘田　一博　東邦大学医学部微生物・感染症学講座　教授
- 花木　秀明　北里大学大村智記念研究所・山梨大学大村記念微生物資源研究フロウティラ　特任教授
- 松本　哲哉　国際医療福祉大学医学部 教授
- 三鴨　廣繁　愛知医科大学臨床感染症学　教授
- 栁原　克紀　長崎大学大学院医歯薬学総合研究科　病態解析・診断学分野　教授
- 吉田　耕一郎　近畿大学医学部付属病院安全管理部感染対策室　教授
- 山本　善裕　富山大学　学術研究部医学系　感染症学講座　教授
- 山岸　由佳　高知大学医学部臨床感染症学講座、高知大学医学部附属病院感染管理部　教授
- 浮村　聡　大阪医科薬科大学 医学部 医学科 内科学Ⅲ 総合診療科 教授
- 木村　利美　順天堂大学医学部附属順天堂医院、薬剤部長
- 泉川　公一　長崎大学病院 感染制御教育センター 教授
- 大石　智洋　川崎医大 臨床感染症科　教授
- 笠原　敬　奈良県立医科大学　大学院医学研究科感染病態制御医学　感染症センター　教授
- 國島　広之　聖マリアンナ医科大学　感染症学講座　教授
- 藤村　茂　東北医科薬科大学　臨床感染症学教室　教授
- 時松　一成　昭和大学医学部内科学講座　臨床感染症学部門　教授
- 長尾　美紀　京都大学大学院医学研究科　臨床病態検査学　教授
- 松元　一明　慶應義塾大学薬学部 薬効解析学講座　教授
- 保富　宗城　和歌山県立医科大学医学部　耳鼻咽喉科・頭頸部外科学講座　教授

相談役
二木芳人　昭和大学医学部内科学講座臨床感染症学部門　客員教授
監事
・詫間隆博　昭和大学医学部内科学講座臨床感染症学部門

・宮崎泰可　宮崎宮崎大学医学部内科学講座　呼吸器・膠原病・感染症・脳神経内科学分野　教授